# Спортивная академия Каджи
Спортивная академия Каджи (англ. Kadji Sports Academy) — камерунская футбольная академия и футбольный клуб из города Дуала. Академия была основана Джозефом Каджи Дифоссо. Игроки «Спортивной академии Каджи» выступают в белой форме с зелёными рукавами.

## История

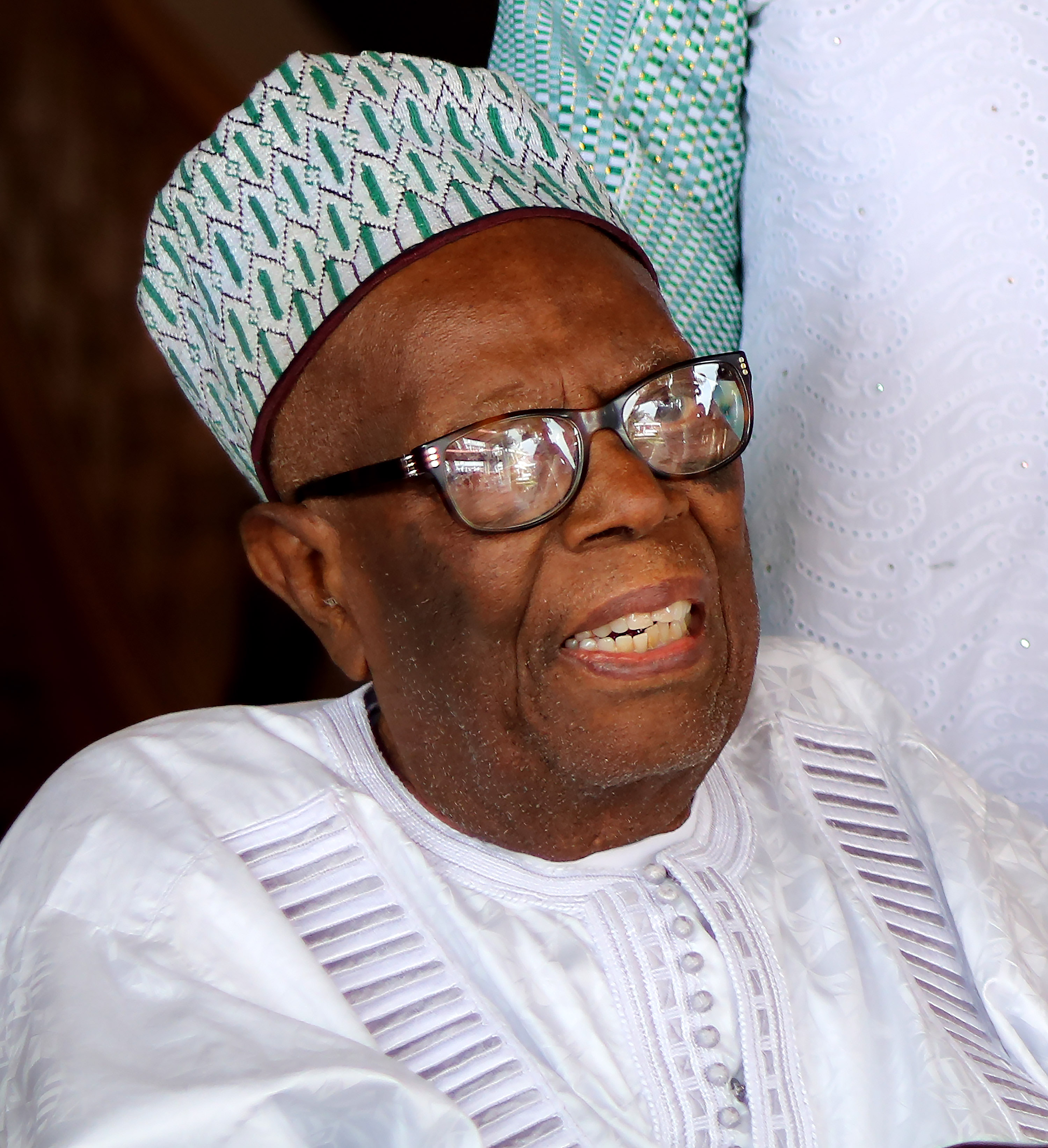
Основатель клуба Джозеф Каджи Дифоссо

Клуб основан в 1994 году камерунским предпринимателем Джозефом Каджи Дифоссо, создателем «группы Каджи», которая занимается транспортом, отелями, страхованием и производством муки. Футбольный клуб действует при одноимённом спортивном комплексе и молодёжной академии, расположенных на окраине Дуалы. Территория комплекса занимает 40 гектар, где созданы условия для занятия футболом, волейболом и теннисом. Домашней ареной клуба служит стадион Аква, который также именуется стадионом Мбаппе Леппе в честь камерунского футболиста.
Директором клуба с момента основания являлся бывший футболист Майкл Кахэм, а президентом до 2018 года являлся сын Джозефа Каджи Дифоссо — Гилберт Каджи.
В 2001 и 2002 годах команда доходила до четвертьфинала Кубка Камеруна.
В 2003 году клуб занял первое место в группе «Б» второго по силе дивизиона Камеруна и получил право выступать в сильнейшем дивизионе страны. В чемпионате Камеруна «Спортивная академия Каджи» выступала на протяжении трёх лёт. Клуб имел следующие результаты: 2004 год — 12 место (из 16 команд), 2005 год — 11 место (из 18 команд), 2006 год — 16 место (из 16 команд). В 2005 году футболисты клуба приняли участие в ежегодном юношеском турнире в Мадриде (для игроков до 17 лет), где уступили сверстникам из «Бока Хуниорс» (1:5), «Андерлехта» (0:1) и обыграли сверстников из «Барселоны» (2:1).
По состоянию на 2022 год команда принимала участие в региональном чемпионате Камеруна (третьем по силе дивизионе страны).

## Известные игроки

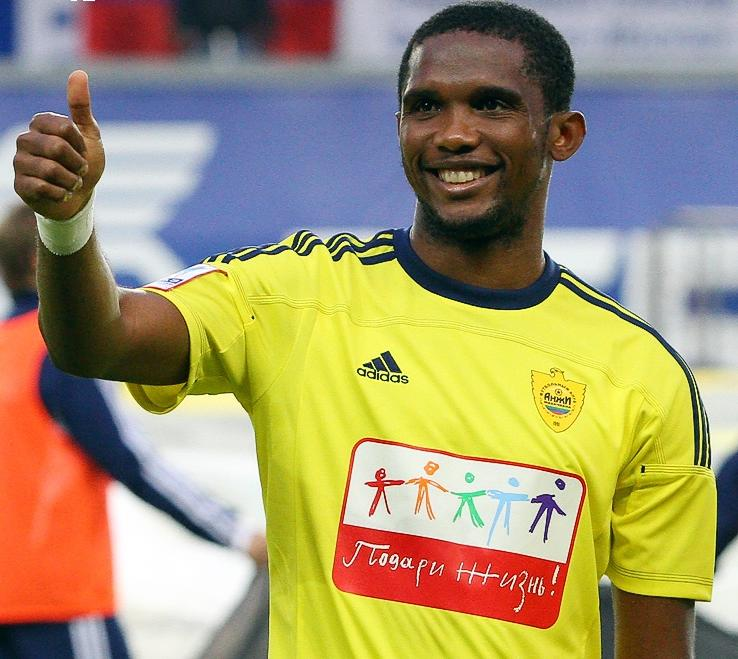
Самюэль Это’о — самый известный воспитанник «Спортивной академии Каджи»

Воспитанниками и игроками «Спортивной академии Каджи» являлись футболисты из Камеруна и других стран Африки:
- Самюэль Это’о
- Эрик Джемба-Джемба
- Карлос Камени
- Модест М’Бами
- Жан Макун
- Жорж Манджек
- Стефан Мбиа
- Бенжамен Муканджо
- Николя Н’Кулу
- Орельен Шеджу
- Алексис Н’Гамби[англ.]
- Алоис Нонг[англ.]
- Арман Деуми[англ.]
- Гюстав Бахче[англ.]
- Жак Момха[англ.]
- Эрве Тум[англ.]
- Вильям Нгуну